# Pesto (Less Than Jake)
Pesto è un EP del gruppo ska punk statunitense Less Than Jake. Pubblicato nel 1999 dalla Very Small Records, contiene quattro canzoni di registrazioni molto vecchie, precedenti all'ingresso dei fiatisti nel gruppo. È un EP ad edizione molto limitata, con qualche centinaio di 7" e meno di 2800 CD pubblicati.

## Tracce
1. Good Time for Change - 2:20
2. Black Coffee on the Table - 2:24
3. Process - 2:39
4. Green Eyed Monster - 3:11

- Good Time for Change è stata inclusa come bonus track nel successivo album Losers, Kings, and Things We Don't Understand.